# Arthur Griffith
Arthur Griffith (tiếng Ailen: Art Ó Gríobhtha; 31 tháng 3 năm 1872 - ngày 12 tháng 8 năm 1922) là một chính trị gia, nhà văn Ai len, người sáng lập và sau đó lãnh đạo Đảng Sinn Féin. Ông là Chủ tịch của Dail Éireann từ tháng 1 đến tháng 8 năm 1922, và là chủ tịch của đoàn Ailen tại các cuộc đàm phán ở London dẫn đến Hiệp ước Anh-Ireland năm 1921.
Arthur Griffith sinh ra tại 61 phố Upper Dominick, Dublin, Ireland vào ngày 31 tháng 3 năm 1872, các dòng Welsh xa, và được giáo dục bởi Bằng hữu Thiên chúa giáo Ailen. Trong một thời gian dài ông là một thợ in trước khi tham gia Liên đoàn Gaelic, nhằm thúc đẩy sự phục hồi của tiếng Ireland